# Predrag Bjelac
Predrag Bjelac, né le 30 juin 1962 à Belgrade, est un acteur serbe.

## Biographie
Diplômé de la Faculté des arts dramatiques de l'université des arts de Belgrade, il commença sa carrière d'acteur dans des séries télévisées, puis, il tourna dans de plus grosses productions comme dans Eurotrip ou le rôle d'Igor Karkaroff dans Harry Potter et la Coupe de feu. 
Bien que serbe, il réside le plus souvent en République tchèque avec sa femme Katrina. Il est aussi, en plus d'être acteur, un entrepreneur.

## Filmographie

### Cinéma
- 1985 : Sest dana juna
- 1987 : Poslednja prica
- 1990 : Cudna noc
- 2000 : Les Fleurs d'Harrison
- 2004 : Kad porastem bicu Kengur
- 2004 : Eurotrip
- 2005 : Harry Potter et la Coupe de feu : Igor Karkaroff
- 2006 : The Omen
- 2006 : Ro(c)k podvratáku
- 2008 : Le Monde de Narnia : Le Prince Caspian de Andrew Adamson
- 2014 : Le sang des templiers 2 : La rivière de sang
- 2019 : Intrigo : chère Agnès  (Intrigo: Dear Agnes) de Daniel Alfredson : le concierge

### Télévision
- 2020 : Killing Eve